# Lalo Por Hecho
Lalo Por Hecho fue un programa de radio de Argentina, de la emisora La 100 conducido por Lalo Mir y Maju Lozano, de formato humorístico. En 2013 fue nominado a los Premio Martín Fierro en el rubro Interés General.
Para su final era el segundo programa más escuchado de la emisora, luego del programa No está todo dicho de Guido Kaczka, Claudia Fontán y Luciana Geuna, antes El Show de la Noticia de Roberto Pettinato.
Según fuentes de índice de audiencia, Lalo por hecho era el programa más escuchado de la segunda mañana de Ciudad de Buenos Aires y Gran Buenos Aires y el resto del país, llevándose el 12.6 por ciento del índice de audiencia. Luego, el programa fue reemplazado por El Club del Moro, siendo conducido por Santiago del Moro y nuevamente Maju Lozano.

## Secciones
Llegaron las Revistas
Un clásico del programa a cargo de Maju Lozano, en donde ella repasa las revistas y las noticias actuales del espectáculo.
Dato de Golpe
El comediante Fernando Sanjiao cuenta las curiosidades más bizarras.
Los Chismes y el verano, van de la mano
Los conductores y las demás personas frente al micrófono, cuentan las noticias del espectáculo más polémicas.
Globoludo o Las noticias del mundo Globoludizado
Títulos
Deportes del Tucumán
Los viernes, Momento Gilda

## Conductores/Columnistas anteriores
- Lalo Mir (2007 - 2016)
- Maju Lozano (2007 - 2016)
- Sergio Gendler (2008 - 2012)
- Bebe Contepomi
- Luis "El Tucu" López (2012 - 2016)
- Fernando Sanjiao (2012 - 2016)
- Jimena Vallejos (2013 - 2016)

## Equipo
- Conducción: Lalo Mir y Maju Lozano.
- Producción: Mariana Carpovich y Laura Villa.
- Guiones:  Mariana Carpovich
- Operación Técnica: Alejandro Chule
- Canción de apertura: I Feel Good de James Brown
- Columnas:
  - Humor: Maju Lozano y Fernando Sanjiao
  - Deportes: Tucu López

## Premios y nominaciones
- Premios Martín Fierro
  - 2013: Interés General
- Premios Éter
  - 2010: Hombre de radio del año (Lalo Mir)